# Beauvoir, Yonne
Beauvoir là một xã của Pháp,tọa lạc ở tỉnh Yonne trong vùng Bourgogne.
Dân của Beauvoir tiếng Pháp gọi là Bellovidériens (nam giới) và Bellovidériennes (nữ giới).

## Hành chính
| Danh sách các thị trưởng               |           |          |                |         |
| Giai đoạn                              | Giai đoạn | Tên      | Đảng           | Tư cách |
| mars 2008                              |           | Luc Roux | sans étiquette | maire   |
| Tất cả các dữ liệu trước đây không rõ. |           |          |                |         |

## Thông tin nhân khẩu
| Năm | 1962 | 1968 | 1975 | 1982 | 1990 | 1999 |
| --- | ---- | ---- | ---- | ---- | ---- | ---- |
| Dân số | 181  | 204  | 208  | 236  | 287  | 299  |
| From the year 1962 on: No double counting—residents of multiple communes (e.g. students and military personnel) are counted only once. |      |      |      |      |      |      |